# Isolde Kostner
Isolde Kostner (Bolzano, 20 de marzo de 1975) es una deportista italiana que compitió en esquí alpino; dos veces campeona mundial. Es prima de la patinadora artística Carolina Kostner.

## Trayectoria
Participó en tres Juegos Olímpicos de Invierno, entre los años 1994 y 2002, obteniendo tres medallas, dos de bronce en Lillehammer 1994, en el descenso y el supergigante, y plata en Salt Lake City 2002, en el descenso.
Ganó tres medallas en el Campeonato Mundial de Esquí Alpino entre los años 1996 y 2001. En la Copa del Mundo consiguió quince victorias y 51 podios en total.
Fue la abanderada de Italia en la ceremonia de apertura de los Juegos Olímpicos de Salt Lake City 2002.
En 2002 fue nombrada oficial de la Orden al Mérito de la República Italiana. En 2021 participó en el concurso de televisión de la RAI L'isola dei famosi.

## Palmarés internacional
| Juegos Olímpicos   | Juegos Olímpicos                | Juegos Olímpicos  | Juegos Olímpicos |
| Año                | Lugar                           | Medalla           | Prueba           |
| ------------------ | ------------------------------- | ----------------- | ---------------- |
| 1994               | Lillehammer (Noruega)           | Medalla de bronce | Descenso         |
| 1994               | Lillehammer (Noruega)           | Medalla de bronce | Supergigante     |
| 2002               | Salt Lake City (Estados Unidos) | Medalla de plata  | Descenso         |
| Campeonato Mundial |                                 |                   |                  |
| Año                | Lugar                           | Medalla           | Prueba           |
| 1996               | Sierra Nevada (España)          | Medalla de oro    | Supergigante     |
| 1997               | Sestriere (Italia)              | Medalla de oro    | Supergigante     |
| 2001               | St. Anton (Austria)             | Medalla de plata  | Supergigante     |